# Special Olympics World Summer Games 1970
Die 2. Special Olympics World Summer Games fanden vom 13. bis 15. August 1970 in Chicago, Illinois, USA statt.

## Bezeichnung
Die offizielle Bezeichnung lautete damals International Games, ab 1991 wurde von Special Olympics World Summer Games und Special Olympics World Winter Games gesprochen.

## Bewerbung
Trotz Bewerbungen anderer Städte wurde Chicago nach den Special Olympics World Summer Games 1968 ein zweites Mal als Austragungsort gewählt.

## Austragungsorte und Sportarten

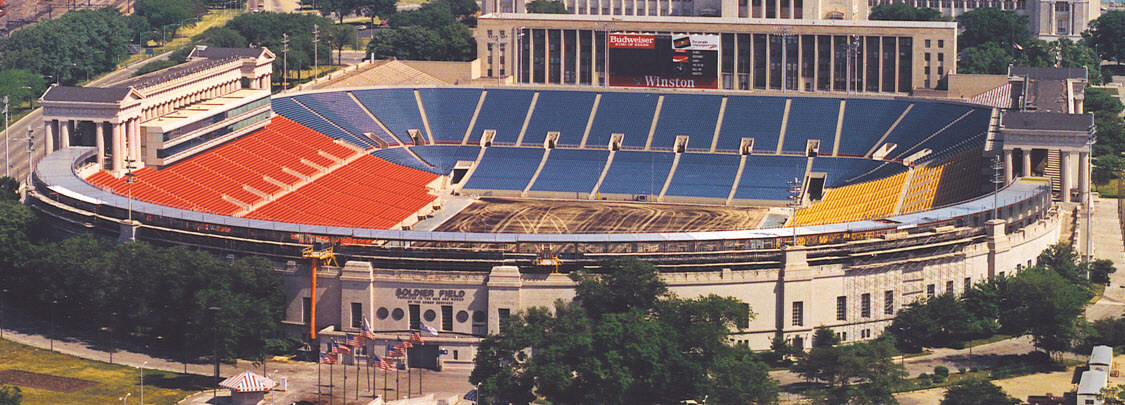
Soldier Field, 1988

Ein wichtiger Austragungsort war das Stadion Soldier Field. Es wurden Wettkämpfe in drei Sportarten angeboten.

## Teilnehmer

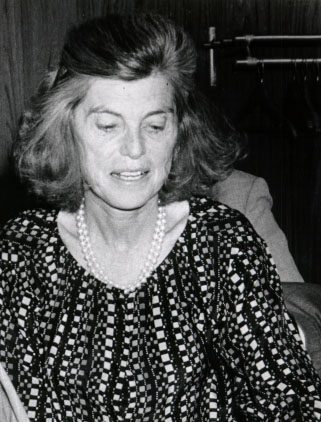
Eunice Kennedy-Schreiber, Gründerin von Special Olympics

Die Zahl der Teilnehmer wird in den Quellen mit 1.500, 2.000 angegeben, die Zahl der teilnehmenden Nationen mit 3. Es waren nicht nur Athleten aus allen 50 US-Bundesstaaten sowie aus Washington, D.C. und Puerto Rico anwesend, sondern auch Delegationen aus Kanada und Frankreich. Frankreich und Puerto Rico nahmen zum ersten Mal teil.
Der Astronaut John Glenn war bei den Spielen zu Gast. Auch die Kennedy-Familie war bei den Spielen vertreten, unter anderem mit Eunice Kennedy-Shriver, der Gründerin von Special Olympics.